# عملية الإعصار (اختبار نووي)

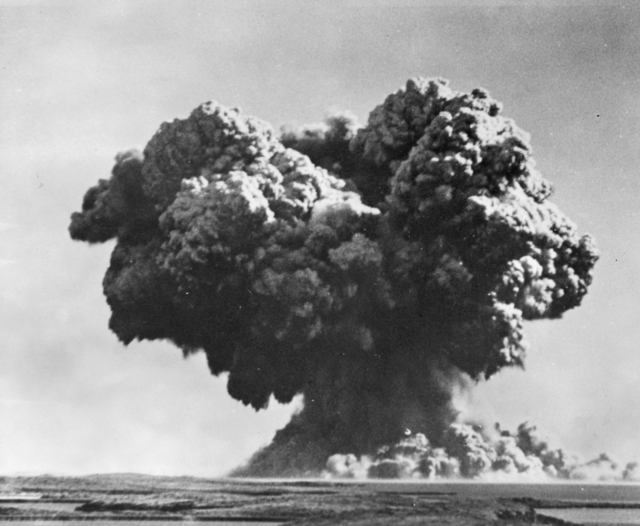
الضربة النووية أثناء الاختبار في أستراليا

كانت عملية الإعصار التجربة الأولى للسلاح النووي البريطاني. فُجرّت قنبلة بلوتونيوم في الثالث من شهر أكتوبر عام 1952 في بحيرة في جزر مونتيبيلو في أستراليا الغربية. مع نجاح عملية الإعصار، أضحت بريطانيا القوة النووية الثالثة بعد الولايات المتحدة والاتحاد السوفيتي.
خلال الحرب العالمية الثانية، بدأت بريطانيا مشروعًا للأسلحة النووية، عُرف باسم «سبائك الأنابيب»، إلا أن اتفاق كيبك للعام 1943 دمجه مع مشروع مانهاتن الأمريكي. عمل العديد من العلماء البريطانيين البارزين على مشروع مانهاتن، لكن الأمريكيين أنهوا التعاون في مجال الأسلحة النووية بعد الحرب. في شهر يناير من العام 1947، أعلنت اللجنة الفرعية لمجلس الوزراء، ردًا على التخوف من الانعزالية الأمريكية وفقدان بريطانيا مكانتها كقوة عظمى، استئناف الجهود البريطانية في بناء أسلحة نووية. دُعي المشروع باسم «البحث عالي الانفجار»، ووُجّه من قبل اللورد بورتال، برفقة ويليام بيني مسؤولًا عن تصميم القنبلة.
تضمن قرار تطوير القنابل الذرية ضرورة اختبارها. كان الموقع المفضل لذلك أراضٍ ضمن المحيط الهادئ في جزر مارشال التي تسيطر عليها الولايات المتحدة. اقترحت الأميرالية (السلطة المسؤولة عن قيادة البحرية الملكية البريطانية) مواءمة جزر مونت بيلو للاختبار، لذا توجّه رئيس وزراء المملكة المتحدة كليمنت أتلي بطلبٍ إلى رئيس وزراء أستراليا روبرت منزيس. وافقت الحكومة الأسترالية رسميًا على استخدام الجزر كموقع للتجارب النووية في مايو عام 1951. في فبراير/شباط من العام 1952، أعلن خليفة أتلي، ونستون تشرشل، في مجلس العموم البريطاني أن أول اختبار للقنبلة الذرية البريطانية سيتم في أستراليا قبل نهاية العام.
جُمع أسطول صغير لتنفيذ عملية الإعصار تحت قيادة الأميرال البحري أ. د. تورلي؛ تضمن الأسطول الحاملة المرافقة «إتش إم إس كامبانيا»، التي استخدمت سفينة قيادة، إضافة إلى سفن إنزال الدبابات: نارفيك وزيبروج وتراكر. عُين ليونارد تيت من مؤسسة بحوث الأسلحة الذرية في ألدرماستون مديرا فنيًا. جُمّعت القنبلة الخاصة بعملية الإعصار (دون مكوّناتها المشعّة) في جزيرة فولنيس، ثم أُخذت على متن إلى فرقاطة «إتش إم إس بليم» لتُنقل إلى أستراليا. عند الوصول إلى جزر مونت بيلو، انضمت إحدى عشرة سفينة تابعة للبحرية الملكية الأسترالية إلى البحرية الملكية البريطانية، بما في ذلك حاملة الطائرات «إتش إم إيه إس سيدني». من أجل اختبار تأثير قنبلة ذرية مهرّبة في سفينة على إحدى الموانئ (وهو تهديد أثار قلقًا شديدًا لدى البريطانيين في ذلك الوقت»، فُجرت القنبلة ضمن هيكل بليم الذي يرسو على بعد 350 مترًا (1150 قدم) قبالة جزيرة تريمويل. وقع الانفجار على عمق 2.7 متر (8 أقدام وعشرة إنشات) تحت خط المياه، ترك حفرة على شكل صحن في قاع البحر بعمق ستة أمتار (20 قدم) وباتساع 300 متر (980 قدم).

## اختيار الموقع
تضمن قرار تطوير القنابل الذرية ضرورة اختبارها. نظرا لعدم وجود مناطق مفتوحة قليلة الكثافة السكانية، درس المسؤولون البريطانيون مسألة اختيار مواقع خارج البلاد. كان الموقع المفضل لذلك هو أراضٍ أمريكية ضمن المحيط الهادئ. أُرسل طلب استخدامها إلى هيئة الأركان الأمريكية المشتركة في منتصف عام 1950. في شهر أكتوبر من العام 1950، رفض الأمريكيون الطلب. على إثر ذلك، وُضعت في الحسبان مواقع في كلٍّ من أستراليا وكندا. وتحدث بيني إلى أوموند سولانت رئيس مجلس بحوث الدفاع الكندي ورتبوا دراسة جدوى مشتركة.
أخذت الدراسة بعين الاعتبار عدة متطلبات لمنطقة الاختبار:
- منطقة معزولة لا تأوي سكانًا على بعد 160 كيلومترًا (100 ميل).
- كبيرة بما يكفي لاستيعاب مجموعة من التفجيرات على مدى عدة سنوات؛
- برياح سائدة تهبّ على البحر بعيدًا عن مسارات السفن
- وجود موقع تخييم مؤقت يبعد 16 كيلومتر (10 أميال) عن منطقة التفجير
- قاعدة تخييم رئيسة تبعد على الأقل مسافة 40 كيلومتر (25 ميل) عن منطقة التفجير، مع حيز للمختبرات والورش ومعدات الإشارات.
- أن يكون جاهزًا للاستخدام بحلول منتصف عام 1952[3]

كان يفترض على الاختبار الأولى أن يكون انفجارًا أرضيًا، إلا أنه أُخذ بعين الاعتبار الانفجار ضمن سفينة من أجل قياس تأثير قنبلة ذرية محمولة على السفن ضمن ميناء رئيسي. بيانات كتلك كانت لتكمل تلك التي حصلت عليها الولايات المتحدة بعد الانفجار تحت المائي خلال عملية كروس رودز (تقاطع الطرق) الأمريكية في العام 1946، وبالتالي ستكون ذات قيمة للأمريكيين. قُيّمت سبع مواقع كندية، الأكثر تشجيعًا بينها كان بلدة تشرشل، مانيتوبا، إلا أن المياه كانت قليلة العمق بشكلٍ لا يسمح للسفن بالاقتراب من الشاطئ.
في شهر سبتمبر من العام 1950، اقترحت الأميرالية (السلطة المسؤولة عن قيادة البحرية الملكية البريطانية) مواءمة جزر مونت بيلو غير المأهولة في أستراليا للاختبار، لذا حصل أتلي على إذن من رئيس وزراء أستراليا روبرت منزيس لإرسال فريق استطلاع للنظر في الجزر، والتي تمتد على مسافة تبلغ نحو 80 كيلومتر (50 ميل)، وتبعد 130 كيلومتر (81) ميل عن مدينة أونسلو. عيُن اللواء جيمس كاسلز، كبير ضباط الاتصال بمكتب الاتصال المعني بخدمات المملكة المتحدة في ملبورن، جهة الاتصال البريطانية الرئيسية في أستراليا، وعيُن منزيس السير فريدريك شيدن، سكرتير وزارة الدفاع، بصفته الشخص الذي ينبغي أن يتعامل معه كاسلز.
في الوقت الذي كانت لا تزال فيه بريطانيا الشريك التجاري الأكبر لأستراليا؛ إلا أن كلّا من اليابان والولايات المتحدة تفوقتا عليها بحلول ستينيات القرن الماضي. لا تزال تربط بريطانيا وأستراليا روابط ثقافية قوية، وكان منزيس مواليا بشدة لبريطانيا. كان أغلب الأستراليين من أصول بريطانية، وكانت بريطانيا لا تزال المصدر الأكبر للمهاجرين إلى أستراليا، ويرجع ذلك إلى حرية المرور التي تمتع بها الجنود البريطانيين السابقون وأُسرهم، وتلقي المهاجرون البريطانيون مرورًا مدعومًا. حاربت القوات الأسترالية الشيوعيين في الحرب الكورية جنبًا إلى جنب مع القوات البريطانية وأيضًا خلال الطوارئ الملايوية. لا تزال أستراليا تقيم علاقات دفاعية وثيقة مع بريطانيا عبر منطقة نيوزيلندا وماليزيا (منطقة أنزام) التي أُنشأت في العام 1948. استمرت خطط الحرب الأسترالية في تلك الفترة بكونها متكاملة بشكل وثيق مع خطط بريطانيا، وتضمنت تعزيز القوات البريطانية في الشرق الأوسط والشرق الأقصى.
أبدت أستراليا اهتمامًا خاصًا بتطوير الطاقة الذرية، نظرًا للاعتقاد السائد بعدم امتلاك البلاد أيّ نفط، ولا يوجد بها سوى إمدادات محدودة من الفحم. تم البحث في خطط الطاقة الذرية والطاقة الكهرومائية بوصفهما جزءًا من مجمع سنوي ماونتنز (مجمع الجبال الثلجية) بعد الحرب. كان هناك أيضًا اهتمام بإنتاج اليورانيوم-235 والبلوتونيوم من أجل صناعة الأسلحة النووية. أملت الحكومة الأسترالية في التعاون مع بريطانيا في مجالي الطاقة والأسلحة النووية، إلا أن اتفاق التسوية المؤقتة عام 1948 قطع العلماء الأستراليين عن المعلومات التي تمتعوا بالوصول إليها سابقًا بشكل رسمي. خلافًا لكندا، لم تكن أستراليا طرفًا في إتفاق كيبك أو اتفاق التسوية. لم تشارك بريطانيا معلوماتها التقنية مع أستراليا خوفًا من أن تهدد علاقتها الأكثر أهمية مع الولايات المتحدة، وتردد الأمريكيون في تبادل المعلومات السرية مع أستراليا بعد كشف مشروع فينونا عن مستوى أنشطة التجسس السوفيتية في أستراليا. تسبب إنشاء حلف شمال الأطلسي في عام 1949 في استبعاد أستراليا من الحلف الغربي.